# Монастирець (Грабовецько-Дулібівська сільська громада)
Монастире́ць — село в Україні, у Стрийському районі Львівської області. Населення села за останніми даними становить 298 осіб. Орган місцевого самоврядування — Грабовецько-Дулібівська сільська громада.

## Політика

### Парламентські вибори, 2019
На позачергових парламентських виборах 2019 року у селі функціонувала окрема виборча дільниця № 461479, розташована у приміщенні будинку культури.
Результати
- зареєстровано 244 виборці, явка 73,77%, найбільше голосів віддано за «Європейську Солідарність» — 22,78%, за «Слугу народу» — 13,89%, за партію «Голос» — 13,33%.[2] В одномандатному окрузі найбільше голосів отримав Андрій Кіт (самовисування) — 37,43%, за Євгенія Гірника (самовисування) — 24,02%, за Олега Канівця (Громадянська позиція) — 13,97%[3].

## Відомі мешканці

### Народились
- Гомза Ярослав Юрійович (1927–2011) — український освітянин, шістдесятник, правозахисник, один з фундаторів УГС на Донеччині, активний член Народного Руху України, Донецького обласного Товариства української мови імені Т. Г. Шевченка, Української Республіканської партії, Організації Українських Націоналістів.